# AC & VV Volharding
AC & VV Volharding (Amsterdamsche Cricket en Voetbal Vereniging Volharding) is een voormalige amateurvoetbalvereniging uit de Nederlandse stad Amsterdam.
De vereniging werd opgericht op 20 juni 1889. Vanaf het seizoen 1895/96 speelde de club in de nationale voetbalcompetitie. In 1914 ging de club samen met RAP. In het Sportblad van 23 juli 1914 werd de oprichting vermeld van de Volharding-R.A.P.-Combinatie V.R.C. Deze fusieclub is tegenwoordig een cricketclub onder de naam VRA.